# Georges-André Klein
Pour les articles homonymes, voir Klein.
Georges-André Klein est un artiste peintre, graveur et lithographe né le 28 décembre 1901 à Paris, membre de la Société nationale des beaux-arts, mort le 17 octobre 1992 à Ivry-sur-Seine.

## Biographie
Après avoir suivi les cours de l'Académie Julian en 1918, de l'Atelier Biloul (où Il fait en 1920 la connaissance d'Eugène Dabit) et de l'École nationale supérieure des arts décoratifs où il se lie d'amitié avec les artistes qui formeront le groupe des peintres de la réalité poétique, Georges-André Klein, installé au 25, rue Turgot dans le 9e arrondissement de Paris, est remarqué par Antoine Bourdelle et est appelé à travailler pendant sept années (de 1923 à 1929) avec le sculpteur dont il dessinera les maquettes de monuments (ainsi son grand dessin Projet de monument pour Rubén Darío au Nicaragua que conserve le Musée Bourdelle) et patinera les bronzes. Le dictionnaire Bénézit nous dit que la peinture de Georges-André Klein fut très tôt influencée par celle de « son ami Maurice Loutreuil », ce que Lynne Thornton nuance en estimant que Klein ne rencontra en réalité jamais Loutreuil, mais qu'il en approcha l'œuvre de façon très approfondie grâce à un ami commun rencontré en 1923, le peintre Christian Caillard.

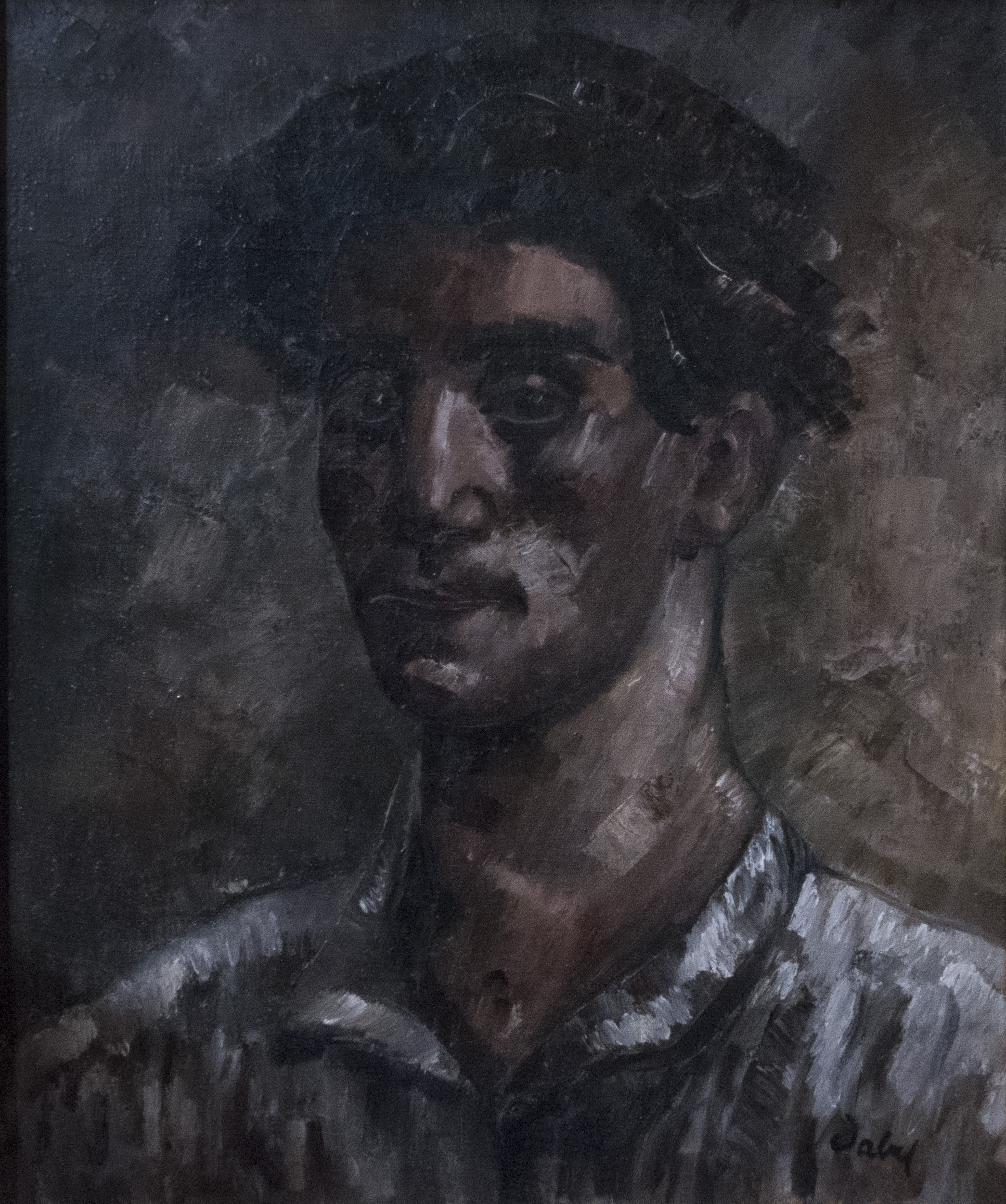
Eugène Dabit, Autoportrait, 1926
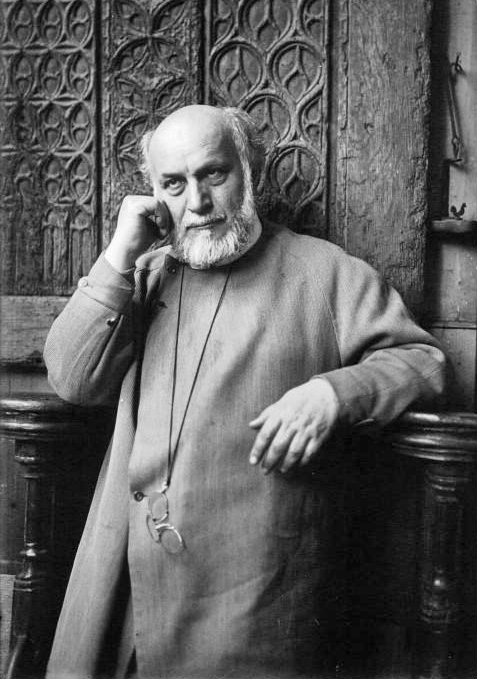
Antoine Bourdelle, 1925
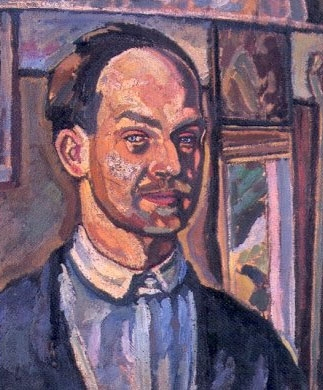
Maurice Loutreuil, Autoportrait, 1915-1920
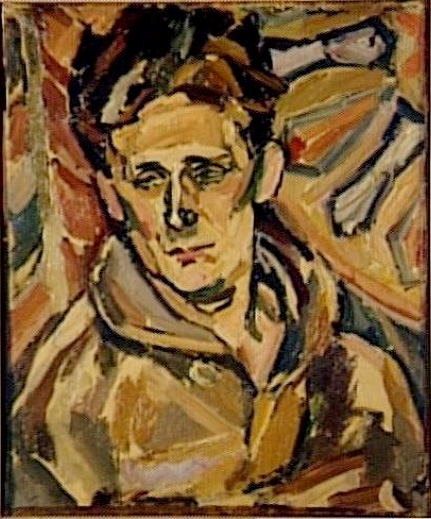
Maurice Loutreuil, Portrait de Christian Caillard, 1924

Il n'est cependant pas déraisonnable de penser que Klein a bien fréquenté Loutreuil entre 1923 et la mort de ce dernier, dans sa quarantième année, en janvier 1925. Quatre complices, Eugène Dabit, Béatrice Appia, Christian Caillard et Georges-Henri Klein semblent avoir eu alors en commun d'admirer et de visiter amicalement le maître au n°20 de la Rue du Pré-Saint-Gervais, se constituant même, en hommage à leur aîné, en informelle École du Pré-Saint-Gervais. Eugène Dabit codifie ces souvenirs dans une nouvelle romancée, Un bal à Belleville, y évoquant, au-delà de l'atelier de Loutreuil, la fréquentation assidue par nos quatre artistes d'un bistrot célèbre de Belleville, le bar du Télégraphe.

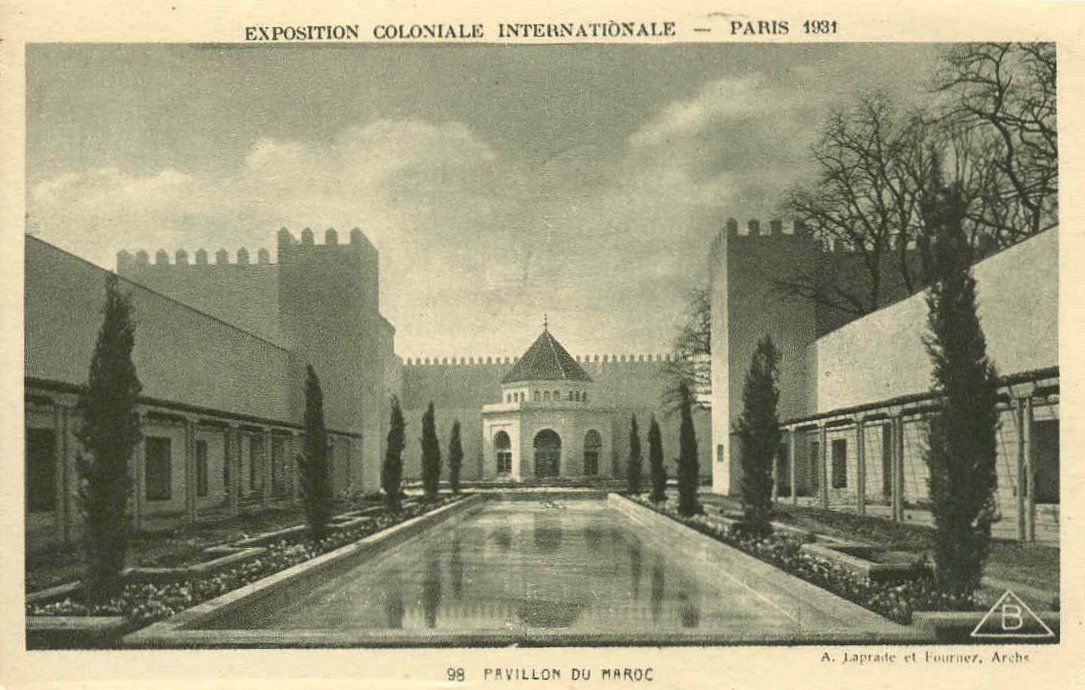
Exposition coloniale internationale, 1931, pavillon du Maroc

C'est à la suite de sa visite émerveillée de l'Exposition coloniale internationale de 1931 que Georges-André Klein se rend au Maroc où il reviendra à chacun des hivers suivants. En 1936, il part pour une année entière à Madagascar « qu'il parcourt en voiture ou en taxi-brousse, découvrant les couleurs vibrantes qui l'avaient déjà fasciné en Afrique du Nord », et d'où il visite les îles de La Réunion et Maurice. La Bourse de la ville de Paris qui lui est attribuée en 1937 est dotée d'un voyage, lui valant de repartir en 1938 pour un périple qu'abrège la Seconde Guerre mondiale. Notre artiste revient cependant en Algérie entre 1942 et 1945.
Après plusieurs séjours en Corse autour de 1950, notamment à Pino, après aussi des visites de l'Espagne et de la Sicile qu'il effectue pour une part avec son ancien ami Christian Caillard, Georges-André Klein se rend en 1958 pour la seconde fois à Madagascar, « peignant à Amboasary des enfants et des femmes aux seins nus sur des fonds chargés de motifs », rencontrant dans cette ville Victoire qu'il épouse en 1966, à Paris. En 1968, il passe cinq mois à Bamako.
« Paysagiste du monde entier, il n'est pas de genre qu'il n'ait abordé » dira Jean-Pierre Delarge. En constituant, un an après la mort de Georges-André Klein survenue en 1992, le catalogue de sa succession, Dominique Ribeyre et Florence Berton établissent que les périples du peintre firent de lui également, à l'instar de son ami Pierre Bourut, un collectionneur éclairé.

## Contributions bibliophiliques
- Pierre Benoit, Œuvres complètes, tome IV, illustrations de Georges-André Klein (pour Les environs d'Aden avec une préface de Marcel Pagnol), Georges Pacouil, Victor Jean Desmeures, Paul Charlemagne, Roland Oudot, Claude Schürr, Jean-Pierre Alaux, Jean-Denis Malclès, Albin Michel, 1968.

## Expositions

### Expositions personnelles
- Galerie Bernier, 15, avenue de Messine, Paris, novembre 1937[16], novembre 1955[17]
- Galerie Marie L. André, Paris, mars-avril 1965, mai 1970[18].
- Dominique Ribeyre et Florence Baron, vente de l'atelier et de la collection Georges-André Klein, Hôtel Drouot, 29 novembre 1993.

### Exposition collectives
- Salon des Indépendants, Paris, à partir de 1925[4].
- Madagascar vu par nos peintres et nos sculpteurs, Musée de la France d'Outre-Mer, Paris, 1946.
- Salon d'Automne, Paris, 1947[19], 1950.
- Salon des Tuileries, Paris, juin 1948[20], 1950[10].
- Premier Salon Biarritz - San Sebastian - École de Paris, peinture, sculpture : Yvette Alde, André Beauce, Georges-André Klein, Adrienne Jouclard, Jehan Berjonneau, Louis Berthomme Saint-André, Roland Bierge, Maurice Boitel, Andrée Bordeaux-Le Pecq, Rodolphe Caillaux, Jack Chambrin, Jean Cluseau-Lanauve, Jean-Joseph Crotti, Gen Paul, Antonio Guansé, Henri Hayden, Franck Innocent, Daniel du Janerand, Jean Joyet, Germaine Lacaze, André La Vernède, Robert Lotiron, Roland Oudot, Maurice Verdier, Henry de Waroquier…, Casino Bellevue, Biarritz et Musée San Telmo, Saint-Sébastien (Espagne), juillet-septembre 1965[21].
- Des natures mortes à Honfleur, Galerie Danielle Bourdette-Gorzkowski, Honfleur, novembre 2013 - janvier 2014[22].
- Regards croisés, Galerie Danielle Bourdette-Gorzkowski, Honfleur, juillet 2016[23].
- Au-delà du portrait - André Beauce, Christian Caillard, Nicolaï Dronnikov, Yvonne Guégan, Georges-André Klein, Serge Labégorre, Émile Sabouraud, Galerie Bourdette-Gorzkowski, Honfleur, novembre 2023 - janvier 2024[24].

## Réception critique
- « Avec Klein, nous ne nous éloignons pas du groupe du Pré-Saint-Gervain. Ami de Christian Caillard, le préféré de Maurice Loutreuil, Klein s'est formé sous cette influence et a travaillé longtemps à côté de lui. Il est parti en 1937 seul à Madagascar où, livré à lui-même, il a pris une conscience nouvelle des hommes et des choses, les approfondissant, les considérant sous un angle différent. Ce n'est pas du premier coup qu'on tire toute la leçon d'une telle transplantation, soudaine et brève. Klein en tirera sans dote d'autres conséquences, mais déjà on peut prévoir un renouvellement de son art qui a gagné dès maintenant en personnalité et en autorité. » - Michel Florisoone[16]
- « Georges-André Klein peint cinquante toiles par an; mais il n'en conserve pour la vente que la moitié. Le reste, il le détruit... Contrairement à beaucoup de peintres de l'exotisme, il sait peindre des ciels qui s'harmonisent avec le reste du paysage, et contrairement à des peintres comme Roger Bezombes, il ne cherche pas à dépayser le spectateur par des couleurs irréelles. Il admire, parmi ses contemporains, Utrillo, Bonnard, Soutine. Dans ses paysages, c'est surtout de Bonnard que sa peinture se rapproche; mais il peint avec plus de détails et d'une façon plus précise. Sa palette est généralement claire. Une caractéristique de sa manière: souvent des éléments de ses tableaux sont dessinés en rouge, au pinceau. » - Connaissance des arts[17]
- « Peintre voyageur à part entière, Georges-André Klein nous donne le choc des émotions successives. Portraits des femmes du désert, traditions du plus profond du Maghreb, Taroudant, Bou Saâda, autant de visages chargés de gravité dans un décor de ferronneries en volutes, d'étoffes chamarrées, de mosaïques et de bijoux. Peindre pour lui a toujours été un engagement profond, mêlant le drame et la joie, drame de se confesser totalement dans une œuvre sans arrière-pensée, sans accorder la moindre concession au goût du moment, sans céder un tant soit peu à la mode. » - Marion Vidal-Bué[12]

## Prix et distinctions
- Titulaire de la Bourse de la ville de Paris pour l'Afrique du Nord, 1937[11].
- Prix de l'Afrique du Nord, 1939[12].
- Prix de Madagascar, 1957.
- Prix de la coopération, 1967[7].
- Chevalier de la Légion d'honneur.

## Collections publiques

### France
- Musée des Années Trente - Espace Landowski, Boulogne-Billancourt, Danseuse Ouled Nail, huile sur toile 81x54cm, 1946. (dépôt du Centre national des arts plastiques)[25].
- Mairie de Cavaillon, paysage du marais poitevin, huile sur toile 60x81cm (dépôt du Centre national des arts plastiques)[26].
- Musée d'Art moderne de Céret, Nu couché, huile sur toile 60x81cm[27].
- Département des estampes et de la photographie de la Bibliothèque nationale de France, Paris.
- Musée d'art moderne de la ville de Paris.
- Musée Bourdelle, Paris :
  - Vue d'un port, huile sur toile 46x61cm[28] ;
  - Projet de monument pour Rubén Darío au Nicaragua, dessin aquarellé 152x158cm[5].
- Musée national d'art moderne, Paris[29] :
  - Montemore, huile sur toile 60x81cm, 1937 ;
  - Jeune Malgache dans un fauteuil, huile sur toile 100x65cm ;
  - Portrait de l'oiseau qui n'existe pas, aquarelle 24x31cm, 1959 (Don Claude Aveline).
- École polytechnique, Palaiseau, Sans titre, deux panneaux décoratifs, 1951 (dépôt du Centre national des arts plastiques)[30].
- Fonds national d'art contemporain, Puteaux :
  - Tiora Tananarive, huile sur toile 129x72,7cm, 1940[31] ;
  - Le fort Saint-André (Villeneuve-lès-Avignon), huile sur toile 60x81cm, vers 1947[32] ;
  - Le jardin de la résidence à Marrakech, huile dur toile 81x100cm, vers 1947[33] ;
  - Gitane de Malaga, huile sur toile 92x73cm, après 1953[34] ;
  - La Sèvre niortaise à Coulon, huile sur toile 60x81cm, vers 1958[35] ;
  - Nu à Marrakech, huile sur toile 81x54cm, vers 1961[36] ;
  - Femme à la toilette, huile sur toile 65x81cm, vers 1973[37] ;
  - Femme sur une terrasse à Biot, huile sur toile 100x81cm[38].
- Préfecture du Loiret, Saint-Étienne, Les Trois Grâces, huile sur toile 100x81cm, vers 1959 (dépôt du Centre national des arts plastiques)[39].
- Mairie de Saint-Sauvant (Vienne), Le port de Laredo, huile sur toile 60x73cm, vers 1953 (dépôt du Centre national des arts plastiques)[40].
- Préfecture de l'Aube, Troyes, Paysage d'Espagne, huile sur toile 65x81cm, vers 1957 (dépôt du Centre national des arts plastiques)[41].

### Espagne
- Musée municipal de Tossa de Mar[42], Plage de Tossa, huile sur toile[43].

### Honduras
- Ambassade de France à Tegucigalpa, La maison aux volets verts, huile sur toile 62x80cm (dépôt du Centre national des arts plastiques)[44]..

## Collections privées
- Pierre Bourut, Portraits de Pierre Bourut, huiles sur toiles[15].
- Robert Martin, La maison de Christian Caillard à Jávea, huile sur toile[45].
- Tony Curtis, Henderson (Nevada), Bouquet de roses au vase bleu.